# Memoriał Alfreda Smoczyka 2012
Memoriał Memoriał Alfreda Smoczyka 2012 – rozegrane po raz 62. w Lesznie zawody żużlowe, mające na celu upamiętnienie polskiego żużlowca Alfreda Smoczyka, który zginął tragicznie w 1950 roku. W memoriale zwyciężył Rosjanin Emil Sajfutdinow.

## Wyniki
- Leszno, 25 marca 2012
- Sędzia: Krzysztof Meyze

| Msc. | Zawodnik            | Państwo   | Pkt   |             |  |
| ---- | ------------------- | --------- | ----- | ----------- |  |
| 1    | Emil Sajfutdinow    | Rosja     | 12 +3 | (2,1,3,3,3) |  |
| 2    | Jarosław Hampel     | Polska    | 12 +2 | (3,3,3,1,2) |  |
| 3    | Piotr Protasiewicz  | Polska    | 12 +1 | (3,2,3,2,2) |  |
| 4    | Maciej Janowski     | Polska    | 12 +d | (2,3,2,3,2) |  |
| 5    | Nicki Pedersen      | Dania     | 11    | (2,2,3,1,3) |  |
| 6    | Tobiasz Musielak    | Polska    | 9     | (3,0,2,2,2) |  |
| 7    | Piotr Pawlicki      | Polska    | 8     | (1,3,1,3,w) |  |
| 8    | Grzegorz Walasek    | Polska    | 8     | (1,2,0,2,3) |  |
| 9    | Przemysław Pawlicki | Polska    | 7     | (0,2,2,0,3) |  |
| 10   | Bjarne Pedersen     | Dania     | 7     | (2,3,1,0,1) |  |
| 11   | Robert Kościecha    | Polska    | 6     | (0,1,2,2,1) |  |
| 12   | Troy Batchelor      | Australia | 5     | (1,1,d,3,d) |  |
| 13   | Janusz Kołodziej    | Polska    | 4     | (3,t,0,1,d) |  |
| 14   | Damian Baliński     | Polska    | 3     | (1,d,0,1,1) |  |
| 15   | Kamil Adamczewski   | Polska    | 2     | (0,0,1,0,1) |  |
| 16   | Jurica Pavlic       | Chorwacja | 1     | (0,0,1,d,0) |  |
| 17   | rez. Filip Marach   | Polska    | 1     | (1)         |  |

Bieg po biegu:
1. Protasiewicz, N.Pedersen, Batchelor, Kościecha
2. Kołodziej, Sajfutdinow, Walasek, Prz.Pawlicki
3. Hampel, B.Pedersen, Pi.Pawlicki, Pavlic
4. Musielak, Janowski, Baliński, Adamczewski
5. B.Pedersen, Prz.Pawlicki, Batchelor, Adamczewski
6. Hampel, N.Pedersen, Sajfutdinow, Musielak
7. Pi.Pawlicki, Protasiewicz, Marach (Kołodziej t), Baliński (d2)
8. Janowski, Walasek, Kościecha, Pavlic
9. Sajfutdinow, Janowski, Pi.Pawlicki, Batchelor (d4)
10. N.Pedersen, Prz.Pawlicki, Pavlic, Baliński
11. Protasiewicz, Musielak, B.Pedersen, Walasek
12. Hampel, Kościecha, Adamczewski, Kołodziej
13. Batchelor, Musielak, Kołodziej, Pavlic (d4)
14. Pi.Pawlicki, Walasek, N.Pedersen, Adamczewski
15. Janowski, Protasiewicz, Hampel, Prz.Pawlicki
16. Sajfutdinow, Kościecha, Baliński, B.Pedersen
17. Walasek, Hampel, Baliński, Batchelor (d4)
18. N.Pedersen, Janowski, B.Pedersen, Kołodziej (d2)
19. Sajfutdinow, Protasiewicz, Adamczewski, Pavlic
20. Prz.Pawlicki, Musielak, Kościecha, Pi.Pawlicki (w/su)
21. Bieg o 1. miejsce: Sajfutdinow, Hampel, Protasiewicz, Janowski (d4)